# Ukiyo-zōshi
Ukiyo-zōshi (浮世草子?   "libros del mundo flotante") es el primer gran género de acción de la literatura japonesa, escrito entre los años 1680 y la década de 1770 en Kioto y Osaka. La literatura ukiyo-zōshi fue desarrollada a partir del género kana-zōshi y, de hecho, los primeros trabajos fueron clasificados como tal. El término ukiyo-zōshi apareció por primera vez en torno a 1710 para referirse a las obras de temática amorosa o erótica, pero más tarde se utilizó para referirse a la literatura que abarca una variedad de temas y aspectos de la vida durante el periodo Edo (1603-1868).
Los primeros ukiyo-zōshi del último cuarto del siglo XVII, estaban impresos en grandes caracteres en cuadernos de papel común, de quince a veinticinco hojas, de las cuales dos o tres estaban ilustradas. La mayor parte de las novelas comprendían cinco cuadernos.